# Сусуркаев, Байсангур Алиханович
Байсангур Алиханович Сусуркаев (род. 8 января 2001 года, Грозный, Чечня, Россия) — российский боец смешанных единоборств, представитель средней весовой категории. Выступает на профессиональном уровне с 2019 года, известен по участию в турнирах престижной бойцовской организации ACA. На данный момент выступает в Ultimate Fighting Championship (UFC).

## Спортивные достижения
- Чемпионат СКФО по боевому самбо — ;
- Чемпионат СКФО по тайскому боксу — ;
- Чемпионат Москвы по панкратиону — ;
- Чемпионат Чеченской Республики по союзу ММА — ;
- Чемпионат Чеченской Республики по рукопашному бою — ;
- Мастер спорта России по панкратиону[1].

## Статистика ММА
| Боёв 6          | Побед 6 | Поражений 0 |
| --------------- | ------- | ----------- |
| Нокаутом        | 6       | 0           |
| Сдачей          | 0       | 0           |
| Решением        | 0       | 0           |
| Ничьи           | 0       | 0           |
| Не состоявшихся | 0       | 0           |

| Результат | Рекорд | Соперник                 | Способ                                          | Турнир                                                   | Дата            | Раунд | Время | Место | Примечание        |
| --------- | ------ | ------------------------ | ----------------------------------------------- | -------------------------------------------------------- | --------------- | ----- | ----- | ----- | ----------------- |
| Победа    | 6-0    | Артём Кузьмин            | Техническим нокаутом (болевой и удары)          | ACA YE 26 - ACA Young Eagles 26                          | 31 марта 2022   | 1     | 1:22  |       |                   |
| Победа    | 5-0    | Бехруз Курбонов          | Нокаутом (удар коленом в голову)                | ACA YE 23 — ACA Young Eagles 23: Grand Prix Finals       | 25 декабря 2021 | 1     | 0:40  |       |                   |
| Победа    | 4-0    | Ислом Шаропов            | Нокаутом (удар коленом)                         | ACA YE 20 ACA Young Eagles 20                            | 16 августа 2021 | 1     | 0:59  |       |                   |
| Победа    | 3-0    | Акматбек Паизилабек Уулу | Техническим нокаутом (удар коленом и добивание) | ACA YE 16 ACA Young Eagles 16: Flyweight Grand Prix 2021 | 30 января 2021  | 1     | 4:58  |       |                   |
| Победа    | 2-0    | Геннадий Хамзин          | Техническим нокаутом ()                         | Colosseum MMA Battle of Champions 17                     | 19 декабря 2020 | 1     | 0:47  |       |                   |
| Победа    | 1-0    | Бакберген Анваров        | Техническим нокаутом (удары)                    | Akhmat Fight Club Akhmat Moscow Championship 2019        | 22 декабря 2019 | 1     | 0:36  |       | Дебют в проф. ММА |